# Todos os direitos reservados

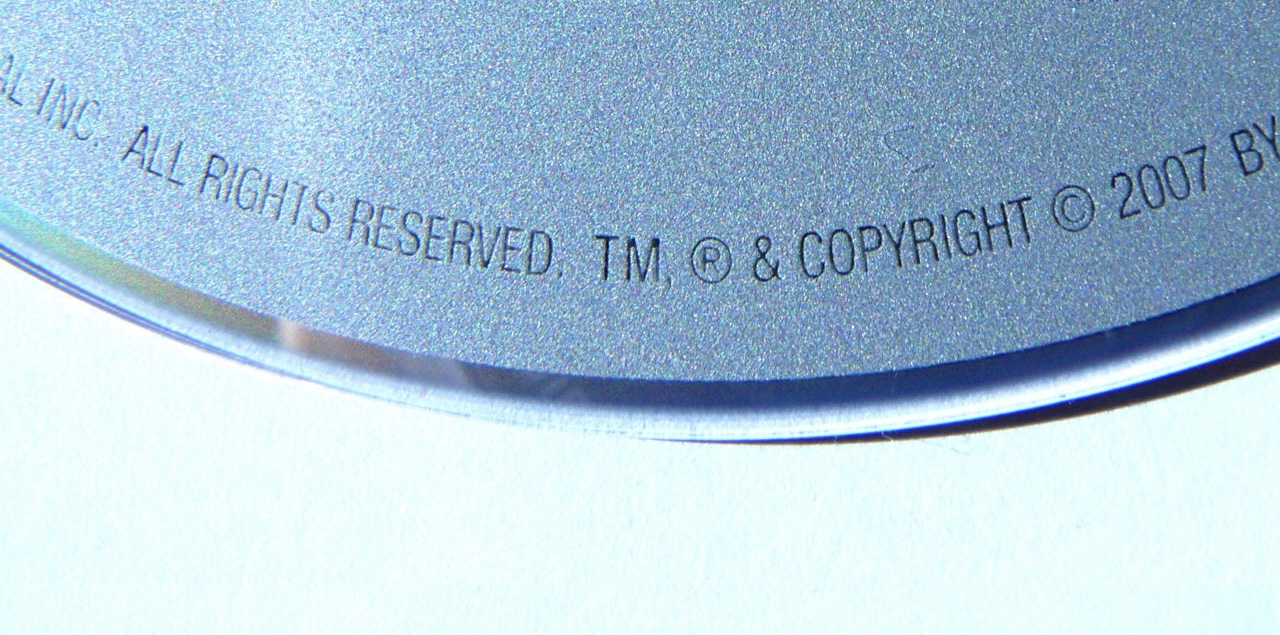
A frase "todos os direitos reservados" (em inglês) em um DVD

"Todos os direitos reservados" é uma frase que se originou na lei de direitos autorais como parte dos avisos de direitos autorais. Isso indica que o detentor do direito autoral reserva, ou detém para seu próprio uso, todos os direitos fornecidos pela lei de direitos autorais, como distribuição, apresentação e criação de obras derivadas; ou seja, eles não renunciaram a nenhum desses direitos. A lei de direitos autorais na maioria dos países não exige mais esses avisos, mas a frase persiste. O entendimento original da frase como relacionado especificamente ao direito autoral pode ter sido suplantado pelo uso comum da frase para se referir a qualquer direito legal, embora provavelmente seja entendido como referindo-se pelo menos ao direito autoral.
No passado, a frase era exigida como resultado da Convenção de Buenos Aires de 1910, que determinou que alguma declaração de reserva de direitos fosse feita para garantir proteção nos países signatários da convenção. Era necessário adicionar a frase como um aviso por escrito de que todos os direitos concedidos pela lei de direitos autorais existente (como o direito de publicar uma obra dentro de uma área específica) eram mantidos pelo detentor dos direitos autorais e que medidas legais poderiam ser tomadas contra a violação.
Como a lei de direitos autorais não é simples nem amplamente compreendida em seus detalhes, nem o requisito anterior da Convenção de Buenos Aires e a atual desaprovação da frase são conhecidos comuns do público em geral, a frase continua a ser popular e serve como uma convenção útil amplamente usada por artistas, escritores e outros criadores de conteúdo para evitar ambiguidades e deixar claro o aviso de que seu conteúdo não pode ser copiado livremente. Não está claro se ela tem algum efeito legal em qualquer jurisdição.  No entanto, ainda é usada por muitos detentores de direitos autorais.

## Origens
A frase originou-se como resultado da Convenção de Buenos Aires de 1910. O artigo 3º da Convenção concedeu direitos autorais em todos os países signatários a uma obra registrada em qualquer país signatário, desde que constasse na obra uma declaração “que indique a reserva do direito de propriedade” (grifo nosso). A frase "todos os direitos reservados" não foi especificada no texto, mas atendeu a esse requisito.
Outros tratados de direitos autorais não exigiam essa formalidade. Por exemplo, em 1952, a Convenção Universal de Direitos Autorais (UCC) adotou o símbolo © como indicador de proteção. (O símbolo foi introduzido nos EUA por uma emenda de 1954 à Lei de Direitos Autorais de 1909). A Convenção de Berna rejeitou totalmente as formalidades no artigo 4 da revisão de 1908, modo que os autores que buscavam proteger suas obras em países que haviam assinado a Convenção de Berna também não eram obrigados a usar a formulação "todos os direitos reservados". No entanto, como nem todos os signatários de Buenos Aires eram membros de Berna ou da UCC, e em particular os Estados Unidos não aderiram à UCC até 1955, uma editora de um signatário de Buenos Aires procurou proteger uma obra no maior número de países entre 1910 e 1952 teria usado tanto a frase "todos os direitos reservados" quanto o símbolo de direitos autorais.

## Obsolescência
A exigência de adicionar o aviso "todos os direitos reservados" tornou-se essencialmente obsoleta em 23 de agosto de 2000, quando a Nicarágua se tornou o membro final da Convenção de Buenos Aires para também se tornar signatária da Convenção de Berna. A partir dessa data, todos os países que eram membros da Convenção de Buenos Aires (que é o único tratado de direitos autorais que exige que este aviso seja usado) também eram membros de Berna, o que exige que a proteção seja concedida sem qualquer formalidade de aviso de direitos autorais.
A frase continua a ser popular, apesar de não ter efeito legal.